# Chan Khonnokyung

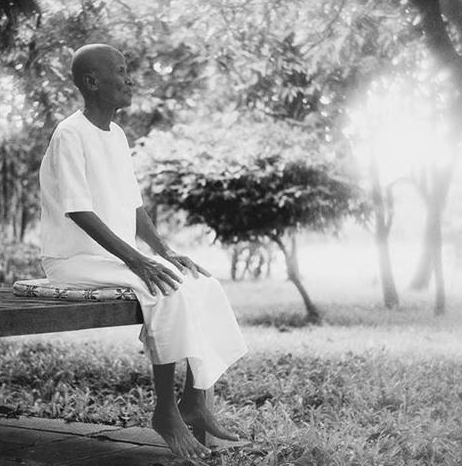
Chan Khonnokyung

Chan Khonnokyung (20 januari 1909 - 10 september 2000) was een Thaise boeddhistische non die Wat Phra Dhammakaya heeft gesticht. Ze wordt door haar leerlingen ook wel Khoen Jay Ajaan Mahā-ratana upāsikā Djan Konnokyoeng genoemd, of in het kort Khoen Yai, hetgeen een eretitel is. Ze werd door Luang Pu Sodh Candasaro erkend als een uitmuntende leerling van meditatie, de voornaamste aan wie hij de traditie van Dhammakaya toevertrouwde. Het is in het Thais boeddhisme zeldzaam dat een non op grote schaal wordt geëerd zoals Khoen Yai dat werd, in het bijzonder aangaande ervaring in meditatie. Sommige onderzoekers hebben daarom het voorbeeld van Khoen Yai gebruikt om aan te geven dat de positie van de vrouw in het Thais Boeddhisme wellicht complexer ligt dan voorheen werd gedacht.

## Het begin van haar leven
Khoen Yai werd geboren in een familie van welgestelde boeren in de provincie Nakhonpathom, in Thailand. Zij genoot nooit een opleiding, daar dat in die tijd ongebruikelijk was voor Thaise vrouwen in de provincie. Toen zij nog kind was, vervloekte haar vader haar tijdens een dronken bui met de wens dat ze doof zou worden. Volgens het geloof van de Thai in die tijd waren de woorden van je ouders heilig, en konden deze tot vervulling komen. Na de onverwachte dood van haar vader, verlangde ze naar verzoening met haar vader, dit ook om de vloek op te heffen.
Een aantal jaren later hoorde Khoen Yai dat een meditatiemeester in het toenmalige Thonburi door meditatie in staat was te communiceren met het hiernamaals. Dit was de meditatiemeester Luang Pu Sodh Candasaro. Om haar wens verzoening te zoeken met haar vader te vervullen, verliet ze haar familie en vertrok naar Bangkok om daar haar weg te vinden naar Wat Paknam Phasicharoen, de tempel waar Phramongkolthepmuni verbleef. Teneinde zich bekend te maken bij Wat Paknam, besloot ze als werkster in dienst te gaan in een huishouden waar met regelmaat een lerares van Wat Paknam op bezoek kwam. Deze lerares was Thongsoek Samdaengbpan, die later zou intreden als non. Na enige tijd begon Thongsoek Samdaengbpan Khoen Yai apart les te geven, en na twee jaar bereikte Khoen Yai de Dhammakaya in zichzelf, een zeer verfijnde toestand in meditatie. Zij was ook in staat met haar vader contact te zoeken door middel van meditatie.

## Het leven in Wat Paknam
Thongsoek Samdaengbpan bracht later Khoen Yai naar Wat Paknam om Phramongkolthepmuni daar te ontmoeten. Deze sprak haar meteen aan met de woorden: "Wat ben je laat!", alsof ze elkaar al heel lang goed kenden. Khoen Yai werd gewijd als non en Phramongkolthepmuni stond het haar toe om onmiddellijk mee te mediteren met zijn meest gevorderde leerlingen, hetgeen zeer uitzonderlijk was. Doordat Khoen Yai echter zeer mager was, dachten veel mensen in de tempel dat ze een ernstige ziekte onder de leden had. Het duurde daarom tamelijk lang voordat zij in de tempel aanvaard werd. Niettemin wist ze door te zetten, en muntte uiteindelijk zodanig uit in haar meditatie, dat Phramongkolthepmuni haar prees dat ze de voornaamste leerling was, en ongeëvenaard.

## De oprichting van Wat Phra Dhammakaya
Na de dood van Phramongkolthepmuni in 1959, bleef Khoen Yai in Wat Paknam om Dhammakaya-meditatie te onderwijzen aan geïnteresseerden. In de zeventiger jaren groeide het aantal geïnteresseerden zeer snel. Dit had te maken met de komst van Chayaboen Sutthiphon, een universiteitsstudent die een groot gevolg aantrok. Na zijn studie te hebben afgerond, trad hij in als monnik, en ontving de naam Phrathepyanmahamuni. Kort na die tijd besloten Khoen Yai en Phrathepyanmahamuni een nieuwe tempel op te richten -- vanwege het groeiend aantal leerlingen de meest gepaste oplossing. Een filantroop doneerde een stuk land van 313.600 m2 en dit was het begin van de tempel Wat Phra Dhammakaya. Er was weinig budget voor handen, en het land was zeer moeilijk te bewerken, maar uiteindelijk groeide het centrum snel, evenals het aantal aanhangers. Door het vele werk dat Khoen Yai in die tijd verrichtte, en door ondervoeding, was Khoen Yai een tijd lang ernstig ziek. Ondanks de moeilijkheden, groeide de tempel uiteindelijk uit tot de tempel met de grootste aanhang van regelmatige bezoekers in Thailand.
In haar laatste jaren was Khoen Yai nog steeds zeer actief. Ze overleed op 91-jarige leeftijd in Bangkok. Op haar uitvaart en crematie op 3 februari 2002, was er een groot aantal bezoekers: maar liefst 100.000 monniken kwamen hun laatste eerbied betuigen, hetgeen ongebruikelijk is voor een non in Thailand.